# Звёздный крейсер «Галактика»: Лезвие
«Звёздный крейсер „Галактика“: Лезвие» (англ. Battlestar Galactica: Razor) — американский фантастический телефильм о переосмыслении телесериала «Звёздный крейсер „Галактика“». Премьера прошла в США на канале Sci-Fi, в Канаде на канале Space и в Великобритании на телеканале Sky One.

## Описание сюжета (расширенная версия)
События «Лезвия» охватывают первые тридцать дней командования Ли Адама «Пегасом», показанные во второй половине второго сезона, после эпизода «Рука капитана», но до событий эпизода «Сбрось своё бремя». В эпизоде используются флэшбеки, чтобы показать командование контр-адмирала Кейн в период и вскоре после атак сайлонов, а также события, произошедшие в последний день Первой войны с сайлонами. Действия Кейн в результате массового уничтожения людей связаны с настоящим Кендры Шоу, которая называет себя наследницей Кейн.
События последнего дня Первой войны сайлонов сосредоточены на тогдашнем лейтенанте Уильяме Адама, пилоте «Гадюки» (англ. — Viper), и юной в то время Хелен Кейн. Воспоминания об Адаме, обнаружившем лабораторию, в которой были размещены ранние эксперименты сайлонов над людьми, а также первый гибрид сайлонов и Хелен Кейн, оставившей свою младшую сестру во время вторжения сайлонов на Таурон, заканчиваются, поскольку Первая война с сайлонами прекращается сразу после событий, изменивших жизнь, оставляя персонажей несколько зависшими (Адама не может освободить выживших заключённых, а Кейн не может найти свою сестру). Показано, что они являются движущими силами друг для друга, поскольку шоу продолжается. Кейн продолжает учить Шоу, что она должна стать «лезвием», чтобы выжить во время войны, обращаясь к её карманному ножу, который позже переходит к Кендре, а затем в конце фильма передаётся Каре Трейс. Адмирал Адама преподаёт своему сыну Ли урок о том, что нельзя быть безжалостными мясниками.
Первоочередной задачей Ли Адама как командира «Пегаса» становится восстановление веры и целостности в озабоченной команде, которую он принял, сохраняя некоторую преемственность в руководстве, развивавшемся при контр-адмирале Кейн. Он назначает Кендру Шоу своим старшим помощником, производя её в майоры, несмотря на резкий контраст между восторженным одобрением Кейн и последовавшие жалобы офицеров «Пегаса» на эффективность Кендры. Только оказавшись на «Пегасе» менее чем за час до атаки сайлонов на колонии, Шоу следует приказу контр-адмирала Кейн выполнить «слепой прыжок», спасающий корабль от гибели на верфях флота Скорпионов.
Кендра Шоу, как и Гай Бальтар на «Галактике», обнаруживает, что сайлоны собирались заразить «Пегас» компьютерным вирусом, который, сработай он, привёл бы к отключению оружия и гибели «Пегаса».
После того, как на «Пегасе» получают разведывательную информацию о том, что все колонии были уничтожены, Кейн произносит сплочающую речь, побуждающую команду к войне и мести. Экипаж вторит Кейн, повторяя по всему кораблю «Так говорим мы все!»; и всё ещё не разоблачённый агент «Сайлон-Шесть» Джина Инвер неловко присоединяется к ним.
Первая миссия Ли Адама в качестве командира «Пегаса» — это проведение поисково-спасательной миссии для розыска потерянной научной команды. Устаревшие сайлонские рейдеры времен Первой войны появляются и атакуют «Пегаса». Конфронтация между Карой и Шоу усиливается, когда Шоу ставит под угрозу Кару и её ведомого, чтобы защитить звёздный крейсер. Оба пилота благополучно приземляются, хотя Кара должна уничтожить рейдер, который следует за ней к «Пегасу».
Позже, во время горячего диалога, Шоу предупреждает Кару, что бросать вызов авторитету — это рискованное занятие на борту «Пегаса», напоминая, как Кейн застрелила своего помощника, полковника Юргена Белзена, за неподчинение приказу атаковать плацдарм сайлонов, неожиданно оказавшийся наполненным многочисленными рейдерами. Именно во время этой миссии Джина Инвер помогает сайлонским центурионам взойти на борт «Пегаса», и Шоу узнаёт истинную личность Джины. Намекается, что садистские пытки, наложенные на Джину по приказу Кейн, были под влиянием расцветающих романтических отношений между сайлонкой и Кейн. Когда адмирал Кейн назначает Шоу капитаном, она напоминает своему озабоченному протеже, что сайлон обманул их всех.
Рассматривая обломки рейдера, Шарон Валери отмечает, что легенды сайлонов говорят о группе оригинальных центурионов, которым поручено охранять первый гибрид, построенный сайлонами в результате их экспериментов на людях. Эта группа, называемая «Стражами», пропала со времен Первой войны с сайлонами. Затем адмирал Адама вспоминает свою миссию, когда он был новичком в качестве пилота «Гадюки», когда он столкнулся с этим гибридом и увидел, что сайлоны сделали со пленными людьми в ходе своих исследований. Адмирал Адама приходит к выводу, что сайлоны всё ещё должны проводить эксперименты с захваченной научной группой в качестве новых подопытных.
Ли Адама одобряет план использования «Пегаса», чтобы найти базовый корабль и выманить из него рейдеры сайлонов, а затем отправить команду спасателей в «Рапторе», оснащённым ядерной боеголовкой — включая Кару Трейс и Кендру Шоу. Адмирал Уильям Адама переносит свой штаб на «Пегас», чтобы проконсультировать своего сына по его первому приказу. Диверсия успешна; спасательная команда жертвует своим «Раптором» и стыкуется к крейсеру-базе.

В то время, когда команда спасателей ищет крейсер-базу, можно услышать, как гибрид-сайлон говорит более связными фразами, чем его более современные аналоги. Он многократно произносит слова: «Все это уже случалось и будет происходить снова». Гибрид также делает гораздо более сложное заявление:
Наконец, они пришли за мной. Я чувствую их жизнь, их судьбы выплескиваются передо мной. Нежелание принять единственно верный путь, проложенный в мире, который им не принадлежит, скоро отступит. Скоро четверо великих очнутся и начнут противиться своей сущности. Боль откровения принесет новую ясность. И посреди растерянности они обретут её. И враги объединятся ради недостижимой цели. Враги станут одним целым. Путь вперед одновременно немыслим, но неизбежен. И пятый, все ещё находящийся в тени, будет тянуться к свету, жаждя искупления, но познает лишь боль ужасных страданий. Я вижу их всех. Семь, теперь шесть, самоназванных машин, которые считали себя непогрешимыми. Но именно грехи принесут им погибель. И начнется вражда, большое горе. И в дикой агонии одно целое разлетится на куски. И тогда все присоединятся к обетованной земле, собравшись на крыльях ангела. Не конец, а начало.
Научная команда найдена и частично спасена, но спасательная команда попадает под огонь сайлонов-центурионов. В то время как команде удаётся эвакуироваться с крейсера-базы на втором «Рапторе», ядерная боеголовка повреждена и должна быть взорвана вручную. Раненая Шоу остаётся позади, чтобы взорвать боеголовку и сталкивается с сайлоном-гибридом.
Гибрид предлагает отпущение грехов Кендре, которую преследует воспоминание, что именно она произвела первый выстрел в бойне на гражданском корабле под названием «Сцилла» в рамках операции перевести гражданских на «Пегас». Затем гибрид сообщает ей, что «Кара Трейс приведёт род человеческий к погибели. Она — вестник апокалипсиса, несущая смерть. Её нельзя слушать». Шоу пытается передать эту информацию Ли Адама, но останавливается, когда сайлоны блокируют связь. Её последнее действие — взорвать ядерную боеголовку, уничтожив крейсер-базу.
На «Галактике», адмирал Адама размышляет о наследии Кейн и предлагает посмертно почтить Кендру Шоу, несмотря на протесты его сына, что она и ей подобные члены экипажа адмирала Кейн «убивают невинных мирных жителей». Они заканчивают спор, однако, отмечая, что первые наброски истории пишутся в их рапортах, и Ли соглашается рассмотреть рекомендацию о награждении.

## В ролях
The following are listed in order of their prominence on the DVD front cover:
- Мишель Форбс — Адмирал Хелен Кейн
- Стефани Джейкобсон — Майор Кендра Шоу
- Мэри МакДоннелл — Президент Лора Розлин
- Эдвард Джеймс Олмос — Адмирал Уильям Адама
- Кэти Сакхофф — Капитан Кара «Старбак» Трейс
- Джейми Бамбер — Коммандер Ли «Аполло» Адама
- Джеймс Каллис — Доктор Гай Балтар
- Триша Хелфер — Номер Шесть / Джина Инвер
- Грейс Парк — Номер Восемь / Шэрон Валери
- Майкл Хоган — Полковник Сол Тай
- Фульвио Чечере[англ.] — Лейтенант Алистер Торн
- Нико Кортез — Уильям Адама в юности, позывной «Husker»
- Стив Бачич — Полковник Юрген Белзен
- Грэхем Бекел — Полковник Джек Фиск
- Кэмпбелл Лэйн[англ.] — Гибрид

## Съёмки
«Лезвие» было задумано и частично финансировалось Universal Studios Home Entertainment, дочерней компанией NBC Universal. Подразделение домашнего видео конгломерата обратилось к Рональду Д. Муру, разработчику и исполнительному продюсеру шоу, желавшего приобрести отдельный продукт, который можно было бы продавать в формате DVD, только через несколько дней после трансляции на канале Sci Fi. Мур назвал это предложение «интересной возможностью», сделанной ещё более привлекательной благодаря предложению подразделения субсидировать часть своих производственных затрат. Мур был также счастлив выполнить их другое требование, которое состояло в том, чтобы снять 10-15 минутные сцены, которые не были бы частью вещательной версии. Мур отметил на аудиодорожке для комментариев на DVD, что такое требование не было проблемой, поскольку черновой вариант большинства эпизодов шоу всегда слишком длинный. Он также отметил, что подразделение предоставило команде возможность включать сцены насилия или секса, которые обычно не соответствуют стандартам вещания Sci Fi, но в итоге Мур решил не идти по этому пути, даже вырезав сцену пыток, которая была частью сценария во время основной монтажа. Из-за того, как закончился третий сезон шоу, Мур решил, что «не было никакого способа выпустить домашнее видео, которое могло бы стоять особняком, а также работать в непрерывности шоу. Это должно было быть нечто захватывающее, происходящее до 3 сезона».
Согласно комментарию на ДВД, Мур и его редакторы предприняли значительную перестройку и редактирование чернового варианта, основанного на сценарии, использовавшего раскадровку. Повествование стало более линейным — изменение, от которого автор сценария Майкл Тейлор был очень разочарован, хотя и признал (позже, в комментарии), что по крайней мере один близкий ему человек, но не имеющий отношения к фильму — тот, кто видел как сам сценарий, так и финальный вариант Мура — нашёл, что так было проще сделать. И Мур, и Тейлор отметили, что конечный результат иногда вызывает то, что называют фантомными болями, что неизбежно, когда требуется внести изменения в последнюю минуту, имея в виду тонкие изменения в тональности и ритме, которые больше не намекают на сцены, поставленные в другом порядке. В некоторых случаях это было компенсировано с помощью ARD.
21 марта 2007 года канал Sci Fi подтвердил, что часть сцен для четвёртого сезона возобновлённого телесериала из 22 эпизодов, который будет выпущен осенью 2007 года, включает сцены из телевизионного фильма.
В то время как сюжет «Лезвия» относился к прошлому (в связи с завершением третьего сезона), Мур заявил, что «события, описанные в этой истории, окупятся в 4-м сезоне». Он объяснил своё обоснование вовлечения «Пегаса», сказав, что «одной из составляющих сюжета, которая всем действительно понравилась, была история „Пегаса“ и персонаж адмирала Кейн, поэтому мы решили пойти на это».
За несколько недель до премьеры фильма на канале Sci-Fi для его продвижения в сети интернет был показан сериал мини-«Веб-эпизоды» (англ. webisodes) (каждый продолжительностью менее пяти минут) под названием «Звёздный крейсер „Галактика“: Лезвие. Ретроспекция» (англ. — Battlestar Galactica: Razor Flashback). Среди них был молодой Уильям Адама (которого играет Нико Кортез) в роли пилота «Гадюки» во время своей первой миссии в конце Первой войны с сайлононами более 40 лет назад. Включение Первой войны с сайлонами было уместным сюжетом в телефильме «Лезвие», и зрители увидели центурионов, рейдеров и крейсеров-баз сайлонов, похожие на те, что были в оригинальном сериале. Дальнейшие ссылки на оригинальную серию включали золотого командира центуриона и ещё одну цитату сайлона: «По твоему приказу». Тем не менее, в то время как центурионы-сайлоны, увиденные здесь, похожи по дизайну на оригинальную серию сайлонов (первоначальный актёр, который также предоставил свой голос в оригинальной серии, также вернулся), они были сделаны в CGI, а не актёрами в костюмах.

## Выпуск DVD
Компания Universal Studios попросила, чтобы продюсеры сериала Звёздный крейсер «Галактика» сняли одноразовый телевизионный фильм, который можно было выпустить на DVD почти сразу после его первоначального показа по телевидению. Штатный автор Майкл Тейлор подал Муру идею о предыстории крейсера «Пегас», которые будут сниматься отдельно, но также включать сцены для предстоящего финального сезона сериала, запланированного на весну 2008 года.
«Лезвие» был выпущен на DVD для Региона 1 14 декабря 2007 года, через десять дней после выхода в эфир на канале Sci-Fi, а DVD-диск для Региона 2 был выпущен 26 декабря 2007 года (через три недели после выхода в эфир на Sky One). Релизы на DVD содержат расширенные фрагменты фильма и включают в себя дополнительные материалы, такие как семь «Веб-эпизодов», которые были созданы для показа в сети интернет за несколько недель до трансляции фильма. На DVD «Регион 1» также есть тематическая подборка, в которой участники съёмок обсуждают свои любимые эпизоды. «Лезвие» был выпущен на DVD для региона 4 20 августа 2008 года, перед его 10 HD премьерой 4 сентября 2008 года.
SciFi.com позволил фанатам выбрать обложку для релиза DVD, и 14 сентября 2007 года было объявлено о победе. В оригинальном дизайне обложки DVD показано, что крейсер «Пегас» является частью боевой группы 75 (BSG-75), которая на самом деле является группой «Галактика». Он был обновлён онлайн менее чем за неделю, чтобы отразить правильную группу (BSG-62).
Издание без рейтинга было также включено в набор DVD Battlestar Galactica Season 4.0, выпущенный 16 января 2009 года. Blu-Ray версия без рейтинга была выпущен 28 декабря 2010 года.

## Приём
По словам Дэвида Хоу, исполнительного вице-президента и генерального менеджера Sci-Fi Channel, специальные показы «Лезвия», проведённые в восьми городах США «привели к появлению очередей» вокруг «участвующих кинотеатров»; Microsoft спонсировала показы в Нью-Йорке, Лос-Анджелесе, Филадельфии, Чикаго, Бостоне, Сан-Франциско, Далласе / Форт-Уэрт и Сиэтле.

Один из обозревателей назвал это "хорошо продуманным, искрящимся кусочком (простите за каламбур) вселенной «Battlestar», но отметил, что «фанаты могут быть разочарованы значительным сокращением экранного времени — или полным отсутствием любимых персонажей Боевого крейсера „Галактика“». Рецензент также дал понять, что продюсеры не смогли сделать это отдельной историей:
Те, кто не в курсе о мире BSG и терминологии, будут потеряны в темных водах конкретных ссылок и воспоминаний, не говоря уже о постоянном переходе от одного периода времени к другому. «Лезвие» не для тех, кто только пришёл к Боевому крейсеру «Галактика». Это награда для поклонников сериала, которые терпеливо ждали новых эпизодов.
Брайан Лоури из Variety не согласился с этим, заявив, что он "прекрасен сам по себе, вплетаясь в мифологию «Кто такой Сайлон?», если бы показали любой флешбек 40-летней давности сейчас, то «любого случайного зрителя это легко бы заставило сдаться»; Лоури также отмечает, что «центральная часть сюжета Шоу — хорошо сыгранной Джейкобсен — вызывает ощущение, словно от одного из тех давних эпизодов „Звёздного пути“ или даже „Бонанзы“, где приглашённая звезда позволила большей части актёрского состава принять немного отдыха»
Сайт RottenTomatos поставил фильму оценку в 83 %.
«Лезвие» был номинирован на премию Hugo в 2008 году за лучшую драматическую презентацию в короткой форме, проиграв лишь эпизоду «Не моргай» телесериала «Доктор Кто». Он также получил две номинации в области искусств прайм-таймовой премия «Эмми» за кинематографию и микширование звука.

### Награды
Победа в номинации VES Awards за Выдающиеся визуальные эффекты в трансляции мини-сериалов, фильмов или дополнения
Номинирован на:
- Emmy Awards: Выдающаяся кинематография для одночасовой серии
- Emmy Awards: Превосходное микширование звука для комедии или драмы (один час)
- Hugo Awards: Лучшая драматическая презентация — короткая форма
- Saturn Awards: Лучшая телевизионная презентация